# 印古什共和國國旗
印古什共和國國旗于1994年開始使用。旗幟為白底，中間有一個紅色的三曲腿標誌（又稱三曲腿图）。上下有綠色窄條。三曲腿不僅象徵太陽和宇宙，也代表過去、現在和未來。

## 外部連結
- Flags of the World